# Rémí Boucher
Rémí Boucher (* 1964 in Rouyn-Noranda) ist ein kanadischer Klassikgitarrist.

## Leben
Boucher studierte die klassische Gitarrenmusik  am Montreal Conservatory und beendete seine Studien in Spanien, am belgischen Royal Conservatory und an der Schweizer Basel Academy.
Boucher gewann den Sylva Gelber Award und mehrere internationale Musikwettbewerbe. Dadurch wurde er von zahlreichen Symphonieorchestern eingeladen. Während seiner Studien entwickelte Boucher eine neue Spieltechnik und komponierte mehrere  Stücke. Sein Repertoire umfasst Stücke von Joaquín Rodrigo, Heitor Villa-Lobos, Mario Castelnuovo-Tedesco, Manuel María Ponce, Federico Moreno Torroba, Leo Brouwer, Antón García Abril, Mauro Giuliani, Peeter Vähi und Antonio Vivaldi. Er ist bekannt für seine Interpretationen von impressionistischen und spanischen Musikstücken. Zur Feier des 50. Unabhängigkeitstages von Indien wurde er vom Canadian Governor General eingeladen, um das Konzert zu spielen. Außerdem wurde er vom indischen Präsidenten zu einem Treffen zwischen Kanada und Indien eingeladen. Im Oktober 2013 spielte Boucher in der Sankt Petersburger Philharmonie zusammen mit dem St. Peterburg Academic Philharmonic Orchestra unter der Leitung von Mikhail Leontyev.
Bouchers Gitarre wurde vom Deutschen Joachim Schneider gefertigt.
Er lebt in Quebec, wo er Professor an der Universität Laval und am Conservatory of Music ist.